# Eric Lengyel
Eric Lengyel ist US-amerikanischer Informatiker und Spieleentwickler. Er ist in der Forschung und Entwicklung in den Fachbereichen der Spiel-Engines, Computergrafik und geometrischer Algebra tätig. Lengyel ist Erfinder des Transvoxel-Algorithmus und Hauptentwickler der Spiel-Engine C4 Engine, der Open Data Description Language (OpenDDL) und des Dateiformats Open Game Engine Exchange (OpenGEX).
Lengyel ist Gründer und Chief Technology Officer des Unternehmens Terathon Software LLC. Zuvor war er als Angestellter für namhafte Softwarehersteller wie Naughty Dog, Sierra Entertainment und Apple tätig.
Eric Lengyel absolvierte 1996 einen Master in Mathematik an der Virginia Tech und erreichte 2010 den Grad des Ph.D. in Informatik an der University of California, Davis.

## Spiele (Auswahl)
Lengyel wirkte an einer Reihe kommerziell veröffentlichter Spiele mit, darunter:
- F1 Championship Edition (Sony Computer Entertainment, 2007)
- Heavenly Sword (Sony Computer Entertainment, 2007)
- Jak 3 (Sony Computer Entertainment, 2004)
- MotorStorm (Sony Computer Entertainment, 2006)
- Quest for Glory V: Drachenfeuer (Sierra On-Line, 1998)
- Ratchet & Clank: Tools of Destruction (Sony Computer Entertainment, 2007)
- Resistance: Fall of Man (Sony Computer Entertainment, 2006)
- Warhawk (Sony Computer Entertainment, 2007)

## Schriften (Auswahl)
Eric Lengyel ist Autor der auf vier Bände ausgelegten Fachbuchreihe Foundations of Game Engine Development sowie Herausgeber der Reihe Game Engine Gems. Darüber hinaus hält er Patente zweier Erfindungen im selben Fachbereich.

### Als Autor

#### Fachliteratur
- Mathematics for 3D Game Programming and Computer Graphics. 3. Auflage. Cengage Learning, 2011, ISBN 978-1-4354-5886-4 (englisch).
- Mathematics (= Foundations of Game Engine Development. Band 1). Terathon Software, 2016, ISBN 978-0-9858117-4-7 (englisch).
- Rendering (= Foundations of Game Engine Development. Band 2). Terathon Software, 2019, ISBN 978-0-9858117-5-4 (englisch).
- Open Game Engine Exchange Specification – Version 3.0. Terathon Software, Lincoln, California 2021, ISBN 978-0-9858117-8-5 (englisch, opengex.org).

#### Patente
- Patent  US8149242: Graphics processing apparatus, graphics library module and graphics processing method. Veröffentlicht am 3. April 2012.‌
- Patent  US10373352B1: Method for rendering resolution-independent shapes directly from outline control points. Veröffentlicht am 6. August 2019.‌

### Als Herausgeber
- Game Engine Gems. Jones and Bartlett Publishers, 2010, ISBN 978-0-7637-7888-0 (englisch).
- Game Engine Gems 2. A K Peters / CRC Press, 2011, ISBN 978-1-56881-437-7 (englisch).
- Game Engine Gems 3. A K Peters / CRC Press, 2016, ISBN 978-1-4987-5565-8 (englisch).